# Phil Murphy
Philip Dunton "Phil" Murphy, född 16 augusti 1957 i Needham i Massachusetts, är en amerikansk demokratisk politiker som är New Jerseys guvernör sedan januari 2018.